# Mercado de Concentración Frutihortícola de Tucumán
El Mercado de Concentración Frutihortícola de Tucumán (Mercofrut) es un mercado de frutas y verduras de la zona de Los Vázquez en San Miguel de Tucumán, Tucumán, Argentina. Este vino a reemplazar las funciones del mercado de Abasto Proveedor, actual Hotel Hilton y Teatro Rosita Ávila.

## Historia
El mercado comenzó a proyectarse en 1971 como reemplazo del saturado Mercado de Abasto, creándose en 1990 la Asociación corporativa del mercado frutihortícola de Tucumán para construir y administrar el mercado.
El sitio del actual Mercofrut fue cedido por el gobierno provincial de Tucumán, iniciando las obras en 1992 con un costo de ARS 7 000 000. Finalmente el mercado frutihortícola fue inaugurado el 20 de diciembre de 1997 por el gobernador Antonio Domingo Bussi, cerrándose el Mercado de Abasto el 20 de marzo de 1998 tras ser clausurado.

## Descripción
El Mercofrut se extiende en una superficie de 41000 m2, de los cuales 20000 están cubiertos, 1600 m2 de frigoríficos y 20000 m2 de anexos. Posee 700 puestos en un área de 10000 m2, playas de estacionamiento para vehículos y otra para carga y descarga en las cámaras frigoríficas. El mercado se divide en abastecimiento minorista y mayorista, disponiendo además de anexos de venta de agroquímicos, combustibles y alimentos balanceados e insumos.